# Jean-Jacques Dussumier
Jean-Jacques Dussumier (1792–1883) est un voyageur, naturaliste et armateur de Bordeaux.

## Biographie
Il est connu pour avoir collecté des spécimens de zoologie provenant de l'Asie du Sud-Est et des régions autour de l'Océan Indien entre 1816 et 1840. Ces collections ont par la suite été étudiées et classées par d'éminents zoologistes comme Georges Cuvier ou Achille Valenciennes. Pour cette raison, de nombreuses espèces et même un genre, Dussumieria (Clupeidae), ont été nommés en son honneur. 

## Espèces zoologiques

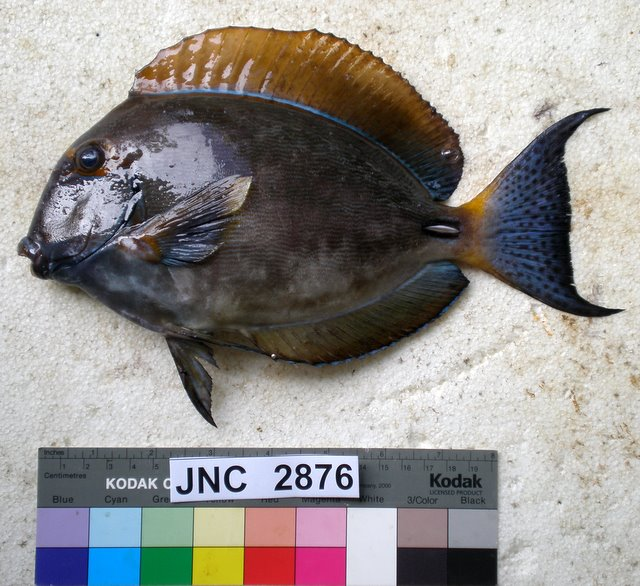
Acanthurus dussumieri de Nouvelle-Calédonie, un exemple de poisson nommé en l'honneur de Jean-Jacques Dussumier

Les espèces zoologiques associées au nom de Dussumier sont listées ci-dessous :
- Acanthurus dussumieri
- Ambassis dussumieri
- Anisakis dussumieri
- Arius dussumieri
- Aspidontus dussumieri
- Austrobatrachus dussumieri
- Boleophthalmus dussumieri
- Brama dussumieri
- Caligus dussumieri
- Carcharhinus dussumieri
- Casarea dussumieri
- Cinnyris dussumieri
- Clarias dussumieri
- Coilia dussumieri
- Dipsochelys dussumieri
- Draco dussumieri
- Enhydris dussumieri
- Hyporhamphus dussumieri
- Istiblennius dussumieri
- Johnius dussumieri
- Labeo dussumieri
- Leiognathus dussumieri
- Liza dussumieri
- Mariaella dussumieri
- Mugil dussumieri
- Salarias dussumieri
- Salmaciella dussumieri
- Semnopithecus dussumieri
- Sphenomorphus dussumieri
- Streptopelia dusumieri
- Tachyspiza badia dussumieri
- Tachysurus dussumieri
- Tetronychoteuthis dussumieri
- Thryssa dussumieri
- Uca dussumieri